# Venus (Donauwörth)
Venus is een historisch merk van motorfietsen.
De bedrijfsnaam was: Venus GmbH, Fahrzeugbau, Donauwörth.
Venus was een Duits merk dat van 1954 tot 1958 scooters met 98-, 147- en 174cc-Sachs-motoren maakte.
- Er was nog een merk met de naam Venus, zie Venus (Londen).